# Alopecurus
- Commons
- Wikispecies

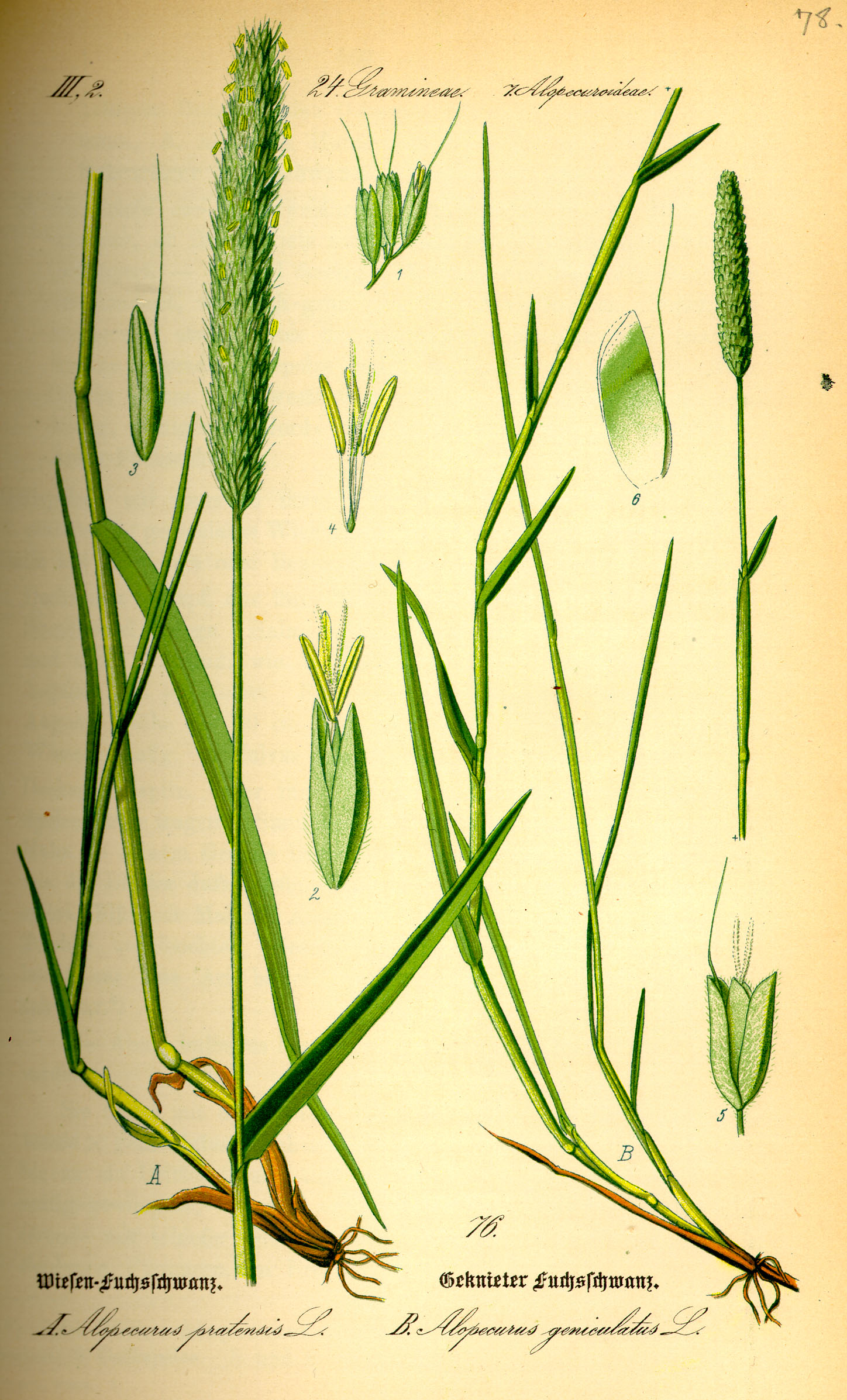
Alopecurus pratensis.

Alopecurus  L. é um género botânico pertencente à família Poaceae, subfamília Pooideae, tribo Aveneae.
O gênero é composto por aproximadamente 190 espécies. São encontradas na Europa, África, Ásia, Australásia, Pacífico, América do Norte, América do Sul e Antárctica.
Na classificação taxonômica de Jussieu (1789), Alopecurus é um gênero  botânico,  ordem  Gramineae,  classe Monocotyledones com estames hipogínicos

## Sinonímia
- Alopecuropsis Opiz
- Colobachne P.Beauv.
- Tozzettia Savi

## Espécies
- Alopecurus aequalis Sobol.
  - Alopecurus aequalis aequalis
  - Alopecurus aequalis sonomensis
- Alopecurus alpinus
  - Alopecurus alpinus alpinus
- Alopecurus anthoxantoides
- Alopecurus arundinaceus Poiret
- Alopecurus bonariensis
- Alopecurus brachystachus
- Alopecurus bulbosus
- Alopecurus carolinianus
- Alopecurus creticus
- Alopecurus geniculatus L.
  - Alopecurus geniculatus geniculatus
  - Alopecurus geniculatus microstachys
  - Alopecurus geniculatus patagonicus

- Alopecurus gerardi (All.) Vill.
- Alopecurus heliochloides
- Alopecurus japonicus
- Alopecurus magellanicus

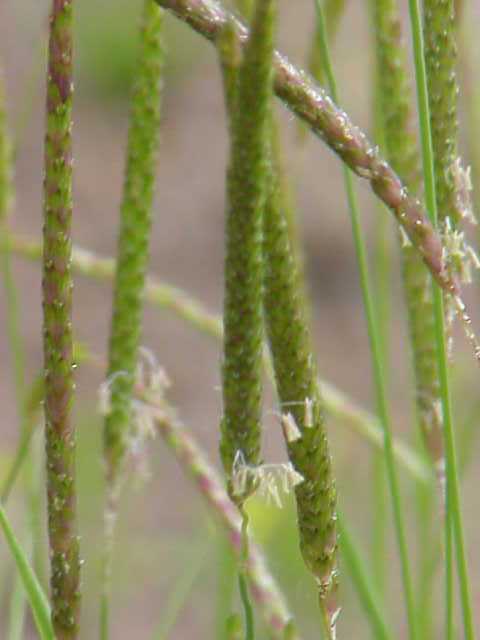
Alopecurus myosuroides.

  - Alopecurus magellanicus bracteatus
  - Alopecurus magellanicus magellanicus
- Alopecurus myosuroides Hudson
- Alopecurus pratensis L.
- Alopecurus rendlei
- Alopecurus saccatus
- Alopecurus utriculatus
- «Lista completa»

## Classificação do gênero
| Sistema | Classificação                   | Referência               |
| ------- | ------------------------------- | ------------------------ |
| Linné   | Classe Triandria, ordem Digynia | Species plantarum (1753) |